# Liste der Mitglieder der American Academy of Arts and Sciences/1881
Im Jahr 1881 wählte die American Academy of Arts and Sciences 20 Personen zu ihren Mitgliedern.

## Neugewählte Mitglieder
- Benjamin Fordyce Barker (1818–1891)
- John Shaw Billings (1838–1913)
- Clarence John Blake (1843–1919)
- Francis Blake (1850–1913)
- Lucien Carr (1829–1915)
- Alvan Graham Clark (1832–1897)
- William Otis Crosby (1850–1925)
- John Cummings (1812–1898)
- Jacob Mendes Da Costa (1833–1900)
- Luigi Palma di Cesnola (1832–1904)
- Henry Draper (1837–1882)
- Manning Ferguson Force (1824–1899)
- Thomas Gaffield (1825–1900)
- Charles Rockwell Lanman (1850–1941)
- Frederic Walker Lincoln (1817–1898)
- John Davis Long (1838–1915)
- William Harmon Niles (1838–1910)
- Alfred Stillé (1813–1900)
- William Stubbs (1825–1901)
- William Graham Sumner (1840–1910)